# The Barber of Birmingham: Foot Soldier of the Civil Rights Movement
The Barber of Birmingham: Foot Soldier of the Civil Rights Movement é um documentário americano dirigido por Robin Fryday e Gail Dolgin. Como reconhecimento, foi nomeado ao Oscar 2012 na categoria de Melhor Documentário em Curta-metragem.